# Konstandinos Konstandinu
Konstandinos Konstandinu (grec: Κωνσταντίνος Κωνσταντίνου)  (segle XIX - valor desconegut) fou un ciclista grec. Va competir als Jocs Olímpics d'Estiu de 1896.
Konstandinu competia en la cursa en carretera, una competició de 87 quilòmetres que portava ciclistes des d'Atenes fins a Marató i tornar. No va acabar en els tres millors, encara que el seu lloc exacte es troba entre el quart i el setè, ja que la seva marca no va ser registrada. També va competir en la categoria de 12 hores, però va abandonar quan faltaven 3 hores.